# Cryptoblepharus novocaledonicus
Cryptoblepharus novocaledonicus är en ödleart som beskrevs av  Mertens 1928. Cryptoblepharus novocaledonicus ingår i släktet Cryptoblepharus och familjen skinkar. IUCN kategoriserar arten globalt som livskraftig. Inga underarter finns listade i Catalogue of Life.